# Garnizonnoïe
Garnizonnoïe (en carélien : Garnizonan küläkund, en finnois : Garnizonnoje, en russe : Гарнизонное сельское поселение, Garnizonnoje selskoje poselenije) est une municipalité rurale du raïon des rives de l'Onega en république de Carélie.

## Géographie
La municipalité de Garnizonnoje est située au sud et au nord du lac Urozero à environ 15 km au nord-ouest de Petroskoi.

## Démographie
Recensements (*) ou estimations de la population
| 2009  | 2013  | 2015  | 2017  |
| ----- | ----- | ----- | ----- |
| 1 942 | 1 815 | 1 852 | 1 879 |

| 2019  | 2021  | - | - |
| ----- | ----- | - | - |
| 1 780 | 1 726 | - | - |